# Портрет матері у 63 роки
«Портрет матері у 63 роки» — відомий малюнок Альбрехта Дюрера з зображенням його матері. Нині зберігається в Гравюрному кабінеті (Берлін). У своїй похмурості малюнок порівнювали з двома його великими гравюрами 1514, Меленколією I та Мадонною біля стіни. Це другий її портрет Дюрера; його картина бл. 1490 року, написана олією на дубовій панелі, яка зараз знаходиться у Нюрнберзі, сьогодні вважається або оригіналом, або копією її втраченого портрета. Малюнок було придбано у 1877 р. Купферістхкабінеттом з аукціонного дому з фірміном у Парижі протягом періоду придбання понад 35 малюнків Дюрера галереєю.

## Мати Дюрера— Барбара
Батько Альбрехта Дюрера походив з Угорщини, де працював в майстерні Ієронумуса Хольфера, ювеліра. Майже сорокарічним батько Альбрехта узяв шлюб з донькою Ієронумуса Хольфера — Барбарою, якій виповнилося п'ятнадцять. Про почуття чи прихильність дівчини з глушини — не йшлося. Чоловік мав прибутковий фах, а долю доньки вирішували батьки. (Дорослого Альбрехта одружили так само — наречену сину підбирав батько, заклопотаний матеріальним станом синової родини та багатим приданим Агнес, яку син не знав до шлюбу. Чемний син теж підкорився непохитній волі батька).
Альбрехт був третьою дитиною подружжя. Після нього мати Дюрера народила ще п'ятнадцятеро дітей. Але її життя важко вважати вдалим. Вона вагітніла, народжувала дітей, шістнадцять з яких померли за її життя. Мати пройшла через відчай, поховання дітей і страшні хвороби. Дюрер згадував, що мати перехворіла навіть на чуму, але доля дарувала їй видужання.
Ймовірно, сина Альбрехта пов'язували з нею ніжні, теплі стосунки, які він ховав від сторонніх. Дослідники знають портрет батька олійними фарбами (музей Уффіці, Флоренція), але подібного портрета матері не мали. Віднайдений портрет жінки пензля Альбрехта з датою 1490 р., можливо, не мати митця, а жінка, схожа на неї.
Дюрер отямився, коли сам подорослішав і коли мати в черговий раз занедужала. За свідоцтвом художника, їй виповнилося шістдесят три роки. Страждання матері й загроза втратити її назавжди — спонукали сина і митця швидко створити її портрет.

## Опис твору
На малюнку, створеному вугільним олівцем, перед глядачем важко хвора, виснажена жінка, майже інвалід. Часті вагітності й хвороби спотворили її обличчя, виснажили й висушили її тіло. Дюрер точно відтворює її тонку шкіру, зморшки на чолі та косоокість, яку теж мав. Але спотворене хворобами та стражданнями обличчя старої жінки не викликає відрази, бо син палко співчував матері й зумів передати співчуття своїм твором.

## Зі спогадів Альбрехта
Гіркотою втрати та співчуття просякнуті й спогади самого Альбрехта, де викладено єдині правдиві звістки про її важку, нещасну долю: «Моя побожна мати народила і виховала вісімнадцять дітей. Вона часто хворіла важкими й незрозумілими хворобами, також і на чуму, знала злидні, страхи, знущання й образи. Але не робила зла іншим. Вона боялася смерті, але казала, що не боїться постати перед Богом. Помирала вона тяжко, і я помітив, що їй бачилося щось страшне, тому вона просила свячену воду… Я повторював їй молитви. Моє серце краяло таке горе, що не можу відтворити це словами. Боже, будь милостивим до неї».

## Дві загадкові гравюри Дюрера

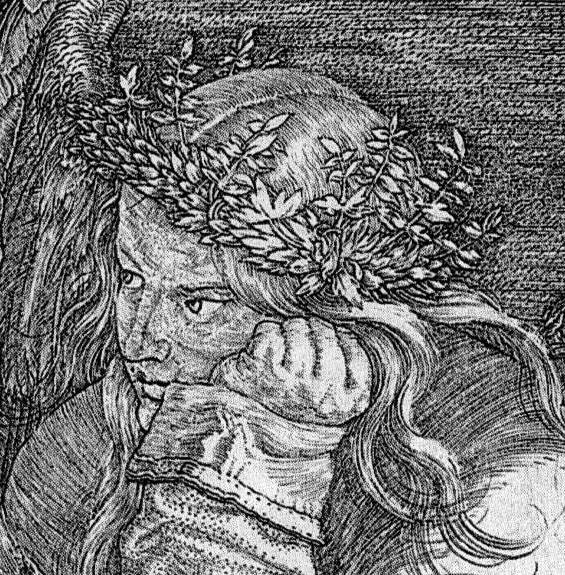
«Меланхолія», обличчя, гравюра різцем, 1514

Роком смерті матері датовані дві гравюри майстра. Це усміхнена «Мадонна біля муру». Звертання до образу Богородиці логічне, бо вона — ходатай перед Богом за душу померлої матері.
Ще більше питань викликає гравюра «Меланхолія», віртуозне виконання якої подарувало їй титул «Майстерська гравюра». Дивна за сюжетом гравюра — насправді є алегорією. Це алегорія творчості, творчого темпераменту за уявою майстрів Відродження, який пов'язували саме з меланхолійним темпераментом людини. Тому молода і засмучена жінка у Дюрера має в руці циркуль, як вчений-геометр або архітектор. Біля неї розкидані теслярські інструменти, утаємничена таблиця на стіні, терези, маленький янгол з крилами. Та й сама жінка крилата, як і людська думка. В небі веселка і кажан з написом — поясненням, що це алегорія Меланхолії, алегорія творчості.
Дюрер награвіював дивну «Меланхолію» після смерті матері, яку любив і цінував. Натяком на це є розрита могила на гравюрі. Є відомості, що його «Меланхолія» — це додаткова персоніфікація його горя, його туги за померлою матір'ю і того відчаю, того бажання все покинути, яке він тоді відчував. Адже в обличчі Меланхолії є справжнє горе і неможливість примирення з чимось. З чим — загадка Дюрера, бо це сучасне тлумачення змісту твору. Але й воно може бути неточним, невідповідним.

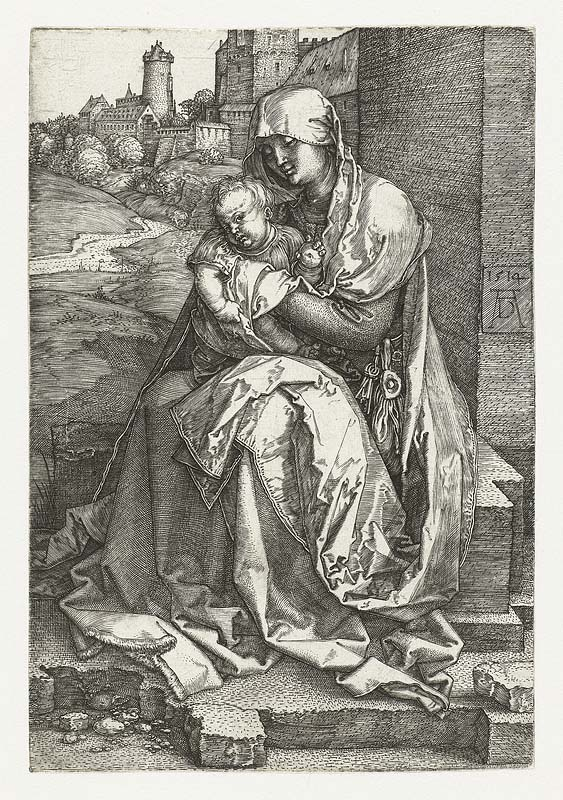
«Мадонна біля муру», гравюра різцем, 1514
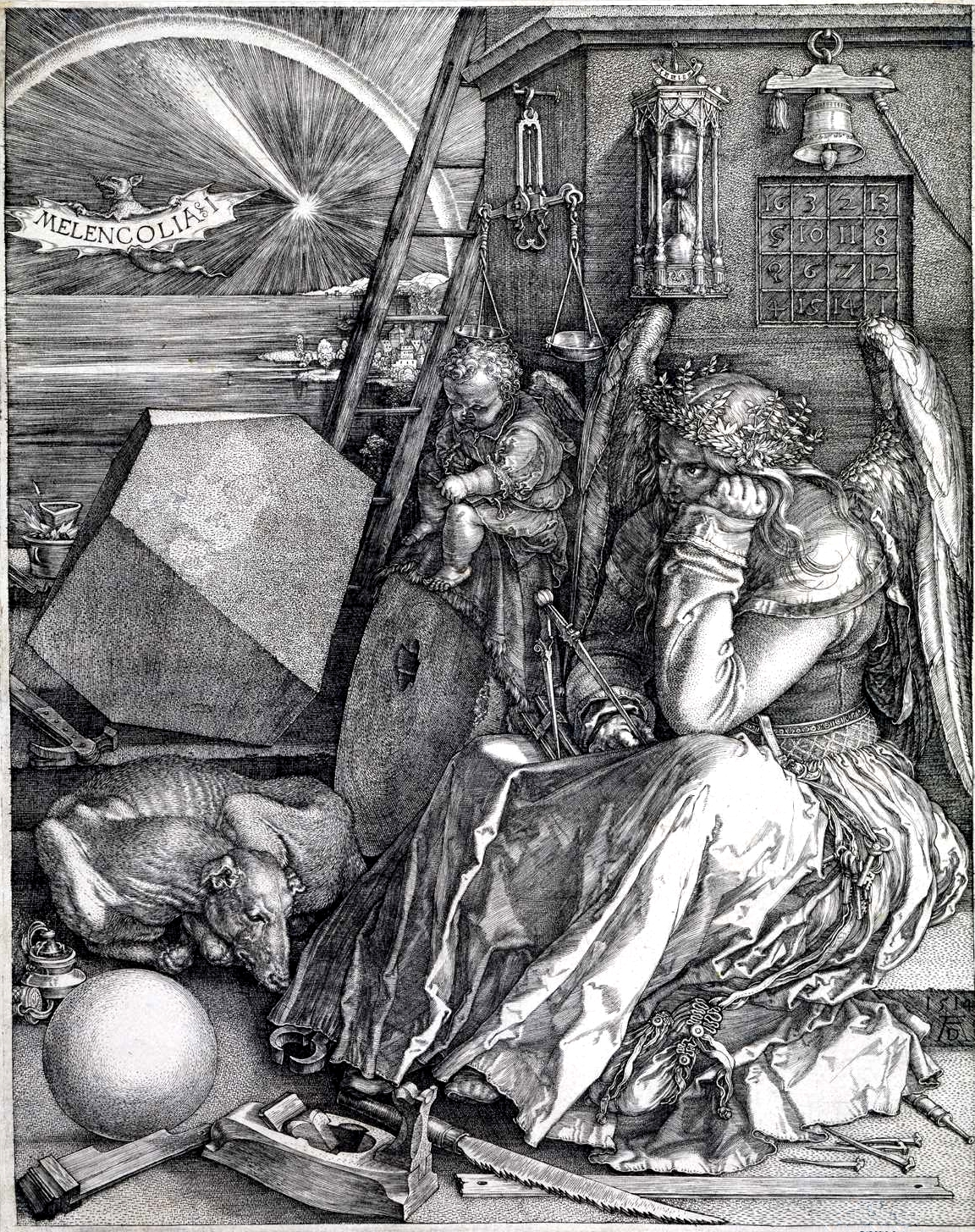
«Меланхолія», гравюра різцем, 1514